# مل مایا
ملیسا «مل» مایا دسوزا، (پرتغالی برزیلی: [ˈmɛw ˈmajɐ] ; متولد ۳ مه 2004)، یک بازیگر برزیلی است. او در ریودوژانیرو به دنیا آمد.
او در سال ۲۰۱۲ با بازی در نقش ریتا جوان در تله‌نوولا آونیدا برزیل به شهرت رسید. او جوایز متعددی را برای این نقش دریافت کرد.

## فیلم‌شناسی
| سال  | عنوان            | نقش                        | یادداشت                      |
| ---- | ---------------- | -------------------------- | ---------------------------- |
| ۲۰۱۱ | ساعت ماجراجویی   | نینا                       | نقش مکمل                     |
| ۲۰۱۲ | آونیدا برزیل     | ریتا فونسکا د سوزا (کودک)  | قسمت‌ها: "۲۶ مارس - ۱۶ آوریل" |
| ۲۰۱۳ | جویا رارا        | پرولا فونسکا هاوزر         | نقش اصلی                     |
| ۲۰۱۵ | فراتر از زمان    | فلیسیا کریستینا پاسکوالینو |                              |
| ۲۰۱۶ | لیبرداد، لیبرداد | خواکینا داسیلوا خاویر      | قسمت‌ها: «۱۱–۱۴ آوریل»        |
| ۲۰۱۸ | پادشاه سلامت باد | اگنس                       |                              |
| ۲۰۱۹ | دونا دو پداچو    | کاسیا مانتووانی آگویار     |                              |